# 三国志メイン・テーマ
「三国志メイン・テーマ」（さんごくしメイン・テーマ）は、日本のミュージシャンである細野晴臣のシングル。また、1982年から1984年までNHKで放映された『人形劇 三国志』に使用された楽曲である。

## 概要
- EP盤・シングルCD共に発売された。
- 細野晴臣がアルファレコードで発売した唯一のシングルである。
- 彼のオリジナルアルバムにこの曲は収録されていないが、「メイン・テーマ」は決定版 細野晴臣ベスト・セレクション、HOSONO BOX 1969-2000、HOSONO HARUOMI Compiled by HOSHINO GEN、B面収録の「ラヴ・テーマ」はコンピレーション盤、イエローマジック歌謡曲、青春ラジメニア 20周年記念アルバム アニソン玉手箱〜ひねくれの逆襲〜で聴くことができ、両曲が収録されているのは「YENレーベルツインベスト」とYEN BOX VOL.2（「BONUS DISC/MALE」/「BONUS DISC/FEMALE」）である。[1]

## 収録曲

### A面
1. 三国志メイン・テーマ (インストゥルメンタル)
  - 作曲・編曲：細野晴臣

### B面
1. 三国志ラヴ・テーマ (ヴォーカル・ヴァージョン)
  - 作詞・作曲・編曲：細野晴臣

- 歌は小池玉緒。
- 別名「三国志の歌」